# Provincias de Nueva Caledonia
Nueva Caledonia se divide en tres provincias:
- Provincia Sur (province Sud). Capital de provincia: Numea. Población: 164 113 habitantes (2004).

- Provincia Norte (province Nord). Capital provincial: Koné. Población: 44 596 habitantes (2004).

- Provincia de las islas de la Lealtad (province des îles Loyauté). Capital de provincia: Lifou. Población: 22 080 habitantes (2004).

Nueva Caledonia está dividida en 33 comunas o municipios. La comuna de Poya está dividida entre dos provincias. La mitad norte de Nátali, con el asentamiento principal y la mayoría de la población, forma parte de la provincia Norte, mientras que la mitad sur de la comuna, con sólo 127 habitantes en 2009, forma parte de la provincia Sur.

## Comunas
Provincia Sur
- 1. Thio
- 2. Yaté
- 3. Isla de Los Pinos
- 4. Le Mont-Dore
- 5. Numea (capital nacional)
- 6. Dumbéa
- 7. Païta
- 8. Boulouparis
- 9. La Foa
- 10. Sarraméa
- 11. Farino
- 12. Moindou
- 13. Bourail
- 14. Poya

|
     Provincia Norte
- 14. Poya (norte)
- 15. Pouembout
- 16. Koné (capital provincial)
- 17. Voh
- 18. Kaala-Gomen
- 19. Koumac
- 20. Poum
- 21. Islas Belep
- 22. Ouégoa
- 23. Pouébo
- 24. Hienghène
- 25. Touho
- 26. Poindimié
- 27. Ponérihouen
- 28. Houaïlou
- 29. Kouaoua
- 30. Canala

|
     Provincia de las islas de la Lealtad
- 31. Ouvéa
- 32. Lifou (capital provincial)
- 33. Maré